# Андска мачка
Андска мачка (Leopardus jacobita) је врста сисара из породице мачака (Felidae). 

## Распрострањеност
Врста је присутна у Аргентини, Боливији, Перуу и Чилеу.

## Станиште
Андска мачка има станиште на копну.

## Угроженост
Андска мачка се сматра угроженом.

### Популациони тренд
Популација андске мачке се смањује, судећи по расположивим подацима.